# Heterusia consobrina
Heterusia consobrina là một loài bướm đêm trong họ Geometridae.